# ورا بردلی
ورا بردلی (انگلیسی: Vera Bradley) شرکت خرده‌فروشی آمریکایی است که در سال ۱۹۸۲ تأسیس شد.